# Gran Premio motociclistico dell'Ulster 1951
Il Gran Premio dell'Ulster corso il 16 e il 18 agosto 1951 sul Circuito di Clady, è stata la settima gara del motomondiale 1951, e rappresenta la 23ª edizione del GP dell'Ulster.
Furono in gara le quattro classi disputate in singolo, non parteciparono invece i sidecar.
Una particolarità del gran premio era quella che più categorie correvano contemporaneamente, con il risultato che anche quei piloti abituati a competere in più classi dovevano operare una scelta esclusiva e le classifiche finali della corsa presentavano un numero minore di nomi.
Nelle edizioni precedenti la partenza era stata addirittura unica per tutte le categorie, in questa edizione la classe 500 corse invece da sola il 18 agosto, due giorni dopo le altre categorie che continuavano a correre in un'unica soluzione. Essendo però troppo pochi i piloti (solo 4) che, in questa seconda corsa, scelsero di gareggiare in classe 125, il risultato ottenuto (con vittoria di Cromie McCandless) non venne però omologato per la classifica iridata.
La vittoria nelle due classi di maggior cilindrata andarono a Geoff Duke (alla terza doppietta stagionale dopo Tourist Trophy e Belgio), seguito in entrambe le occasioni da Ken Kavanagh; la 250 fu appannaggio invece di Bruno Ruffo.
L'edizione 1951 del GP dell'Ulster viene anche ricordata per essere stata teatro, nelle prove libere antecedenti la gara, di un grave incidente che causò il decesso di Gianni Leoni e Sante Geminiani.

## Classe 500
Al via si presentarono 27 piloti e di questi ne furono classificati 19 al termine della gara.
Tra i ritirati di rilievo vi furono Reg Armstrong e Jack Brett.
Arrivati al traguardo
| Pos. | Pilota            | Moto      | Tempo        | Punti |
| ---- | ----------------- | --------- | ------------ | ----- |
| 1    | Geoff Duke        | Norton    | 2h 36' 06" 2 | 8     |
| 2    | Ken Kavanagh      | Norton    | +2' 49" 6    | 6     |
| 3    | Umberto Masetti   | Gilera    | +3' 25" 0    | 4     |
| 4    | Alfredo Milani    | Gilera    | +6' 38" 6    | 3     |
| 5    | Johnny Lockett    | Norton    | +10' 23" 6   | 2     |
| 6    | Bill Doran        | AJS       | +1 giro      | 1     |
| 7    | Louis Carter      | Norton    | +1 giro      |       |
| 8    | Nello Pagani      | Gilera    | +1 giro      |       |
| 9    | Albert Moule      | Norton    | +1 giro      |       |
| 10   | Phil Carter       | Norton    | +2 giri      |       |
| 11   | Arthur Wheeler    | Norton    | +2 giri      |       |
| 12   | Jack Bailey       | Norton    | +2 giri      |       |
| 13   | Harold Grindley   | Norton    | +2 giri      |       |
| 14   | M. Acheson        | AJS       | +2 giri      |       |
| 15   | William Hall      | Velocette | +2 giri      |       |
| 16   | Robert Ferguson   | AJS       | +2 giri      |       |
| 17   | Jack Harding      | AJS       | +3 giri      |       |
| 18   | George Brockerton | Bitza     | +4 giri      |       |
| 19   | Leo Starr         | AJS       | +5 giri      |       |

## Classe 350
Posizioni a punti
| Pos. | Pilota         | Moto   | Tempo        | Punti |
| ---- | -------------- | ------ | ------------ | ----- |
| 1    | Geoff Duke     | Norton | 2h 12' 58" 0 | 8     |
| 2    | Ken Kavanagh   | Norton |              | 6     |
| 3    | Johnny Lockett | Norton |              | 4     |
| 4    | Reg Armstrong  | AJS    |              | 3     |
| 5    | Bill Doran     | AJS    |              | 2     |
| 6    | Jack Brett     | Norton |              | 1     |

## Classe 250
22 piloti alla partenza, 12 al traguardo.
| Pos. | Pilota          | Moto       | Tempo        | Punti |
| ---- | --------------- | ---------- | ------------ | ----- |
| 1    | Bruno Ruffo     | Moto Guzzi | 2h 16' 44" 6 | 8     |
| 2    | Maurice Cann    | Moto Guzzi | +14" 4       | 6     |
| 3    | Arthur Wheeler  | Velocette  | +6' 28" 4    | 4     |
| 4    | Tommy Wood      | Moto Guzzi | +9' 07" 4    | 3     |
| 5    | Douglas Beasley | Velocette  | +15' 44" 4   | 2     |
| 6    | Norman Blemings | Excelsior  | +21' 03" 4   | 1     |

## Fonti e bibliografia
- Werner Haefliger, MotoGP Results 1949-2010 Guide, Fédération Internationale de Motocyclisme, 2011.